# Campeonato Mundial de Patinaje de Velocidad sobre Hielo de 1988
El LXXXII Campeonato Mundial de Patinaje de Velocidad sobre Hielo se celebró en dos sedes: las competiciones masculinas en Almá-Atá (Unión Soviética) del 5 al 6 de marzo y las femeninas en Skien (Noruega) del 12 al 13 de marzo de 1988 bajo la organización de la Unión Internacional de Patinaje sobre Hielo (ISU), la Federación Soviética de Patinaje sobre Hielo y la Federación Noruega de Patinaje sobre Hielo.

## Resultados

### Masculino
| Evento                | Oro                                    | Plata                                    | Bronce                                 |
| --------------------- | -------------------------------------- | ---------------------------------------- | -------------------------------------- |
| 500 m                 | Bae Ki-Tae Corea del Sur 36,89 s       | Eric Flaim Estados Unidos 37,14 s        | Toru Aoyanagi Japón 37,22 s            |
| 1500 m                | David Silk Estados Unidos 1:53,66      | Eric Flaim Estados Unidos 1:53,92        | Jean Pichette · Canadá · 1:54,09       |
| 5000 m                | Roberto Sighel · Italia · 6:55,60      | Christian Eminger · Austria · 6:55,76    | Jean Pichette · Canadá · 6:56,16       |
| 10000 m               | Leo Visser · Países Bajos · 14:21,70   | Michael Hadschieff · Austria · 14:49,91  | Hans van Helden Francia 14:52,11       |
| Clasificación general | Eric Flaim Estados Unidos 162,849 pts. | Leo Visser · Países Bajos · 163,751 pts. | David Silk Estados Unidos 163,926 pts. |

### Femenino
| Evento                | Oro                                        | Plata                                           | Bronce                                     |
| --------------------- | ------------------------------------------ | ----------------------------------------------- | ------------------------------------------ |
| 500 m                 | Karin Kania RDA 41,33 s                    | Seiko Hashimoto Japón 42,17 s                   | Erwina Ryś-Ferens · Polonia · 42,85 s      |
| 1500 m                | Karin Kania RDA 2:09,75                    | Yvonne van Gennip · Países Bajos · 2:09,96      | Erwina Ryś-Ferens · Polonia · 2:12,76      |
| 3000 m                | Karin Kania RDA 4:34,78                    | Yvonne van Gennip · Países Bajos · 4:37,58      | Gabi Zange RDA 4:39,74                     |
| 5000 m                | Yvonne van Gennip · Países Bajos · 7:53,31 | Gabi Zange RDA 7:59,06                          | Karin Kania RDA 7:59,37                    |
| Clasificación general | Karin Kania RDA 178,313 pts.               | Yvonne van Gennip · Países Bajos · 180,054 pts. | Erwina Ryś-Ferens · Polonia · 182,682 pts. |

## Medallero
- Solo se otorgan medallas en la clasificación general.

| Núm. | País           | Oro | Plata | Bronce | Total |
| ---- | -------------- | --- | ----- | ------ | ----- |
| 1    | Estados Unidos | 1   | 0     | 1      | 2     |
| 2    | RDA            | 1   | 0     | 0      | 1     |
| 3    | Países Bajos   | 0   | 2     | 0      | 2     |
| 4    | Polonia        | 0   | 0     | 1      | 1     |
|      | TOTAL          | 2   | 2     | 2      | 6     |